# Jesse Metcalfe
Jesse Eden Metcalfe (Carmel Valley, 9 dicembre 1978) è un attore statunitense.

## Biografia
Nato in California, è cresciuto a Waterford, Connecticut: si è diplomato presso la Tisch School of the Arts della New York University. Ha origini francesi, italiane e portoghesi.
Ha esordito come attore nella soap opera Passions, dove dal 1999 al 2004 ha ricoperto il ruolo di Miguel Lopez-Fitzgerald. Nel 2003 partecipa a 2 episodi di Smallville dopodiché raggiunge la popolarità interpretando il giardiniere John Rowland nelle serie televisiva Desperate Housewives. Dopo essersi fatto notare in Desperate Housewives inizia a lavorare per il cinema, nel 2006 è protagonista della commedia Il mio ragazzo è un bastardo, successivamente recita nel film Amore in linea con Shriya e nell'horror Insanitarium.
Nel 2009 recita nel film drammatico Un alibi perfetto di Peter Hyams al fianco di Michael Douglas e Amber Tamblyn; sempre nel 2009 è al fianco di Erika Christensen nell'horror The Tortured.
Nel 2012 interpreta il ruolo di Christopher Ewing nel sequel della serie televisiva Dallas trasmesso su TNT.

## Filmografia

### Cinema
- Il mio ragazzo è un bastardo (John Tucker Must Die), regia di Betty Thomas (2006)
- Loaded, regia di Alan Pao (2008)
- Amore in linea (The Other End of the Line), regia di James Dodson (2008)
- Insanitarium, regia di Jeff Buhler (2008)
- Un alibi perfetto (Beyond a Reasonable Doubt), regia di Peter Hyams (2009)
- The Tortured, regia di Robert Lieberman (2010)
- Dead Rising: Watchtower, regia di Zach Lipovsky (2015)
- Dead Rising: Endgame, regia di Patrick Williams (2016)
- God's Not Dead 2, regia di Harold Cronk (2016)
- Escape Plan 2 - Ritorno all'inferno (Escape Plan 2: Hades), regia di Steven C. Miller (2018)
- The Ninth Passenger, regia di Corey Large (2018)
- Cover Me, regia di Phillip Abraham (2020)
- Hard Kill, regia di Matt Eskandari (2020)
- Fortress - La fortezza (Fortress), regia di James Cullen Bressack (2021)
- Fortress: Sniper's Eye, regia di Josh Sternfeld (2022)
- The Latin from Manhattan, regia di Thomas Mignone (2022)
- Sulle ali della speranza (On a Wing and a Prayer), regia di Sean McNamara (2023)

### Televisione
- 44 Minutes: The North Hollywood Shoot-Out, regia di Yves Simoneau – film TV (2003)
- Passions – serial TV, 5 puntate (1999-2004)
- Smallville – serie TV, episodi 3x03-3x09 (2003-2004)
- Desperate Housewives – serie TV, 30 episodi (2004-2009)
- Fairfield Road, regia di David Weaver – film TV (2010)
- Chase – serie TV, 18 episodi (2010-2011)
- Dallas – serie TV, 40 episodi (2012-2014)
- 2 Broke Girls - serie TV, episodio 4x02 (2014)
- Il vero amore (A Country Wedding), regia di Anne Wheeler - film TV (2015)
- Chesapeake Shores – serie TV, 37 episodi (2016-2021)
- Il Natale della porta accanto (Christmas Next Door), regia di Jonathan Wright - film TV (2017)
- Natale sotto le stelle (Christmas Under the Stars), regia di Allan Harmon - film TV (2019)
- I misteri di Martha's Vineyard - serie TV, 4 episodi (2020-2021)
- Harmony from the Heart, regia di Michael Robison - film TV (2021)
- Dawn - miniserie TV, episodio 1x1 (2023)

## Doppiatori italiani
Nelle versioni in lingua italiana dei suoi lavori, Jesse Metcalfe è stato doppiato da:
- Stefano Crescentini in Desperate Housewives, Il mio ragazzo è un bastardo, Fairfield Road, Amore in linea, Chase, Dallas, 2 Broke Girls, Chesapeake Shores, Hard Kill, Sulle ali della speranza
- Marco Vivio in God's Not Dead 2, Il vero amore
- Mattia Bressan in Escape Plan 2 - Ritorno all'inferno
- Massimo Triggiani in Il Natale della Porta Accanto
- Francesco Prando in Dead Rising: Watchtower
- Fabio Boccanera in Un alibi perfetto
- Gianluca Musiu in Smallville
- Andrea Moretti in Dawn